# Inguromorpha arcifera
Inguromorpha arcifera is een vlinder uit de familie van de Houtboorders (Cossidae). De wetenschappelijke naam van de soort is voor het eerst gepubliceerd in 1906 door Harrison Gray Dyar Jr..
De soort komt voor in Zuid-Texas en Mexico.